# هنية العايدي
هنية العايدي (صفاقس, 10 ديسمبر 1977) لاعبة قوى تونسية.
شاركت في الألعاب البارلمبية 2008 ببيجين و فازت بميدالية فضية في رياضة رمي الرمح إختصاص F54-46, كما حققت نفس النتيجة في نفس الإختصاص في دورة 2012 في لندن.
وهي بطلة العالم في المرة الثانية على التوالي في رمي الرمح إختصاص F54-46.

## الإختصاصات
- دفع الجلة - F54/55/56
- رمي الرمح - F54/55/56

## مواضيع ذات علاقة
- تونس في الألعاب البارالمبية الصيفية 2012
- تونس في الألعاب البارالمبية

## روابط خارجية
- هنية العايدي على موقع Paralympic.org (الإنجليزية)
- هنية العايدي على موقع IPC.InfostradaSports.com (مؤرشف) (الإنجليزية)